# Swedish Touring Car Championship
Die Swedish Touring Car Championship (dt.: Schwedische Tourenwagen-Meisterschaft, kurz STCC) ist eine Tourenwagen-Meisterschaft, die in Schweden beheimatet ist. Einige Rennen werden auch in Norwegen und in Dänemark ausgetragen. Unter dem Einfluss der im schwedischen Fernsehen erfolgreichen British Touring Car Championship wurde die Swedish Touring Car Championship 1996 gegründet. Im Rahmenprogramm der Rennwochenenden sind auch weitere nationale Rennserien am Start. 2010 trägt die Swedish Touring Car Championship zusammen mit der Danish Touringcar Championship einige gemeinsame Rennen aus und vergibt den Scandinavian Touring Car Cup. 2011 fusionierten die beiden Meisterschaften zur Scandinavian Touring Car Championship.

## Reglement
Die Fahrzeuge, die an der Swedish Touring Car Championship teilnehmen, entsprechen dem Super-2000-Reglement der FIA. Mit dem N2000-Reglement existiert auch ein nationales Gegenstück, wodurch Teams auch eigene Rennwagen entwickeln können, ohne sie von der Fédération Internationale de l’Automobile homologieren lassen zu müssen.
Die Startaufstellung für das erste Rennen einer Veranstaltung wird durch ein 20-minütiges Qualifying ermittelt. Die Rennfahrer ab der neuntschnellsten Zeit gehen in der Reihenfolge ihrer Position am Ende des Qualifyings in die Startaufstellung des Rennens. Die acht schnellsten Fahrer des Qualifyings fahren anschließend die Super Pole unter sich aus. Dabei absolviert jeder der acht Rennfahrer eine einzelne Runde, wobei derjenige mit der schnellsten Zeit die Pole-Position erhält. Die Startplätze zwei bis acht erhalten die zweit- bis achtschnellsten Rennfahrer der Super Pole. An jedem Rennwochenende finden zwei Rennen mit einer Länge von maximal 20 Minuten statt. Die Startaufstellung für das erste Rennen wird durch das Qualifying und die anschließende Super Pole ermittelt. Beim zweiten Rennen starten die ersten acht Rennfahrer des ersten Rennens in umgekehrter Reihenfolge. Die Rennfahrer ab dem neunten Platz des ersten Rennens starten in der Reihenfolge ihrer Platzierung im ersten Rennen. Alle Rennen werden durch einen fliegenden Start eröffnet.
Die Punkteverteilung folgt 2010 nach dem Schema 25-18-15-12-10-8-6-4-2-1 für die ersten zehn Rennfahrer.

## Meister
| Saison | Gesamtwertung     | Gesamtwertung  | Gesamtwertung             | Privatfahrerwertung | Privatfahrerwertung |
| Saison | Fahrer            | Fahrzeug       | Team                      | Fahrer              | Fahrzeug            |
| ------ | ----------------- | -------------- | ------------------------- | ------------------- | ------------------- |
| 1996   | Jan Nilsson       | Volvo 850      | Flash Engineering         | nicht ausgetragen   | nicht ausgetragen   |
| 1997   | Jan Nilsson       | Volvo 850      | Flash Engineering         | nicht ausgetragen   | nicht ausgetragen   |
| 1998   | Fredrik Ekblom    | BMW 320i       | WestCoast Racing          | Pontus Mörth        | Opel Vectra         |
| 1999   | Mattias Ekström   | Audi A4        | Kristoffersson Motorsport | Kim Esbjug          | BMW 320i            |
| 2000   | Tommy Rustad      | Nissan Primera | Crawford Nissan Racing    | Magnus Krokström    | Audi A4             |
| 2001   | Roberto Colciago  | Audi A4        | Kristoffersson Motorsport | Tobias Johansson    | Audi A4             |
| 2002   | Roberto Colciago  | Audi A4        | Kristoffersson Motorsport | Tobias Johansson    | Audi A4             |
| 2003   | Fredrik Ekblom    | Audi A4        | Kristoffersson Motorsport | nicht ausgetragen   | nicht ausgetragen   |
| 2004   | Richard Göransson | BMW 320i       | WestCoast Racing          | Johan Nilsson       | Volvo S60           |
| 2005   | Richard Göransson | BMW 320i       | WestCoast Racing          | Johan Nilsson       | BMW 320i            |
| 2006   | Thed Björk        | Audi A4        | Kristoffersson Motorsport | Joakim Frid         | BMW 320i            |
| 2007   | Fredrik Ekblom    | BMW 320si      | WestCoast Racing          | Joakim Frid         | Opel Astra Coupé    |
| 2008   | Richard Göransson | BMW 320si      | Flash Engineering         | Tobias Johansson    | Mercedes-Benz C 200 |
| 2009   | Tommy Rustad      | Volvo C30      | Polestar Racing           | Viktor Hallrup      | BMW 320i            |
| 2010   | Richard Göransson | BMW 320si      | WestCoast Racing          | Andreas Ebbesson    | BMW 320si           |

## Computerspiele
Die Swedish Touring Car Championship wurde auch in Computerspielen verarbeitet. 2000 erschien Swedish Touring Car Championship von Digital Illusions CE, ein Jahr später wurde die Spieleserie durch einen Nachfolger fortgesetzt. 2008 veröffentlichte SimBin Studios mit STCC – The Game ein Add-on für Race07. Im März 2011 ist ein weiteres Add-on für Race07 mit dem Titel STCC – The Game 2 erschienen.